# ورد كاروليني
ورد كاروليني (الاسم العلمي:Rosa carolina) هو نوع من النباتات يتبع جنس الورد من الفصيلة الوردية.